# Timo Ehle
Timo Ehle (* 2. November 1970 in Haldensleben) war ein deutscher Fußballspieler in der DDR-Oberliga für den 1. FC Magdeburg und in der 2. Bundesliga für den VfB Oldenburg.

## Spielerkarriere
1978 wurde Ehle in die Kindermannschaft des 1. FC Magdeburg aufgenommen und durchlief anschließend alle Altersklassen des FCM-Nachwuchs. Als Juniorenspieler kam er zu einem Länderspiel mit der U-18-Nationalmannschaft der DDR. Am 18. März 1989 wurde er als 18-Jähriger zum ersten Mal in der Oberligamannschaft des FCM eingesetzt. In der Begegnung des 16. Spieltages 1. FCM – Stahl Brandenburg (5:0) kam er für den nicht einsatzbereiten Detlef Schößler in die Elf und spielte die vollen 90 Minuten als Libero. In dieser Saison wurde er insgesamt dreimal in der Oberliga aufgeboten. Mit der Juniorenmannschaft des FCM wurde er 1989 DDR-Meister.
Für die Saison 1989/90 nominierte der FCM Ehle offiziell für seine Oberligamannschaft als Mittelfeldspieler. In dieser Spielzeit kam Ehle in 15 Punktspielen der Oberliga zum Einsatz. 1989 wurde Ehle in die Fußballolympiaauswahl der DDR berufen, mit der er mehrere Testspiele bestritt. Noch vor Beginn der Qualifikationsspiele für Olympia 1992 wurde die Mannschaft im Zuge der deutschen Wiedervereinigung zurückgezogen. In der Saison 1990/91 kam es für den FCM darauf an, sich für die 1. oder 2. Bundesliga zu qualifizieren. In diesem wichtigen Zeitraum kam der 1,81 m große Ehle nicht richtig zum Zuge, er absolvierte lediglich sechs Erstligaspiele. Allerdings kam er zu einem weiteren internationalen Einsatz. Am 6. November 1990 stand er für 57 Minuten in der Anfangself des FCM im UEFA-Pokalspiel bei Girondins Bordeaux (0:1-Niederlage). Der FCM konnte sich nicht für die Bundesligen qualifizieren, und so musste Ehle in der folgenden Saison 1991/92 in der drittklassigen Amateurliga Nordost spielen. Dort konnte er endlich richtig in der 1. Mannschaft des FCM Fuß fassen und bestritt 28 der 38 Punktspiele. Nach weiteren Stationen beim VfL Germania Leer, VfB Oldenburg, Lüneburger SK und SC Weyhe beendete er 2002 seine Karriere.

## Trainerkarriere
Seine erste Station als Trainer war ab Sommer 2009 die U19-Mannschaft des VfB Oldenburg. Mit dieser Mannschaft gelang ihm im Sommer 2010 der Aufstieg in die A-Junioren-Bundesliga Nord/Nordost.
Im April 2011 löste er Torsten Fröhling zunächst als Interimstrainer der 1. Herrenmannschaft des VfB Oldenburg ab und belegte mit der Mannschaft den 6. Platz in der Niedersachsenliga. Für die Saison 2011/2012 erhielt er einen festen Vertrag, um mit der Mannschaft um den Aufstieg in die Regionalliga zu kämpfen. Zudem nahm er mit dem VfB Oldenburg an der 1. Hauptrunde des DFB-Pokal teil und unterlag dort nach einer starken Leistung dem Hamburger SV mit 1:2. Nachdem anschließend die erhofften Erfolge in der Niedersachsenliga ausblieben, trat Ehle Ende Oktober 2011 von seinem Amt als Trainer zurück. Er bleibt dem VfB Oldenburg als Leiter des Jugendleistungszentrums erhalten. Seit Sommer 2014 ist er in Oldenburg beim BW Bümmerstede Trainer der 1. Herren.